# Gymnosoma indicum
Gymnosoma indicum är en tvåvingeart som beskrevs av Walker 1853. Gymnosoma indicum ingår i släktet Gymnosoma och familjen parasitflugor. Inga underarter finns listade i Catalogue of Life.